# Creil
Creil /kʁɛj/ è un comune francese di 34 753 abitanti situato nel dipartimento dell'Oise della regione dell'Alta Francia.

## Storia
Nell'anno mille Hildouin de Breteuil (detto anche d'Haudouin o Geldouin), già Signore di Nanteuil-Le-Haudouin, divenne il Signore feudale di Creil e Grand Maître de France con Re Roberto II di Francia, sposo di Emmeline de Chartres nel 1028 e fu il padre di Adèle de Breteuil, che diventerà moglie di Raoul de Valois-Crépy, conte di Crépy-Valois, Amiens e Bar-sur-Aube.

## Società

### Evoluzione demografica
Abitanti censiti

## Amministrazione

### Gemellaggi
- Marl
- Pendle
- Chorzów